# Marshfield (condado de Wood, Wisconsin)
Marshfield es un pueblo ubicado en el condado de Wood en el estado estadounidense de Wisconsin. En el Censo de 2010 tenía una población de 764 habitantes y una densidad poblacional de 18,05 personas por km².

## Geografía
Marshfield se encuentra ubicado en las coordenadas 44°37′2″N 90°5′29″O / 44.61722, -90.09139. Según la Oficina del Censo de los Estados Unidos, Marshfield tiene una superficie total de 42.32 km², de la cual 42.28 km² corresponden a tierra firme y (0.08%) 0.03 km² es agua.

## Demografía
Según el censo de 2010, había 764 personas residiendo en Marshfield. La densidad de población era de 18,05 hab./km². De los 764 habitantes, Marshfield estaba compuesto por el 98.17% blancos, el 0.13% eran afroamericanos, el 0.26% eran amerindios, el 0% eran asiáticos, el 0% eran isleños del Pacífico, el 0.92% eran de otras razas y el 0.52% pertenecían a dos o más razas. Del total de la población el 2.36% eran hispanos o latinos de cualquier raza.